# Krwiak śródczaszkowy

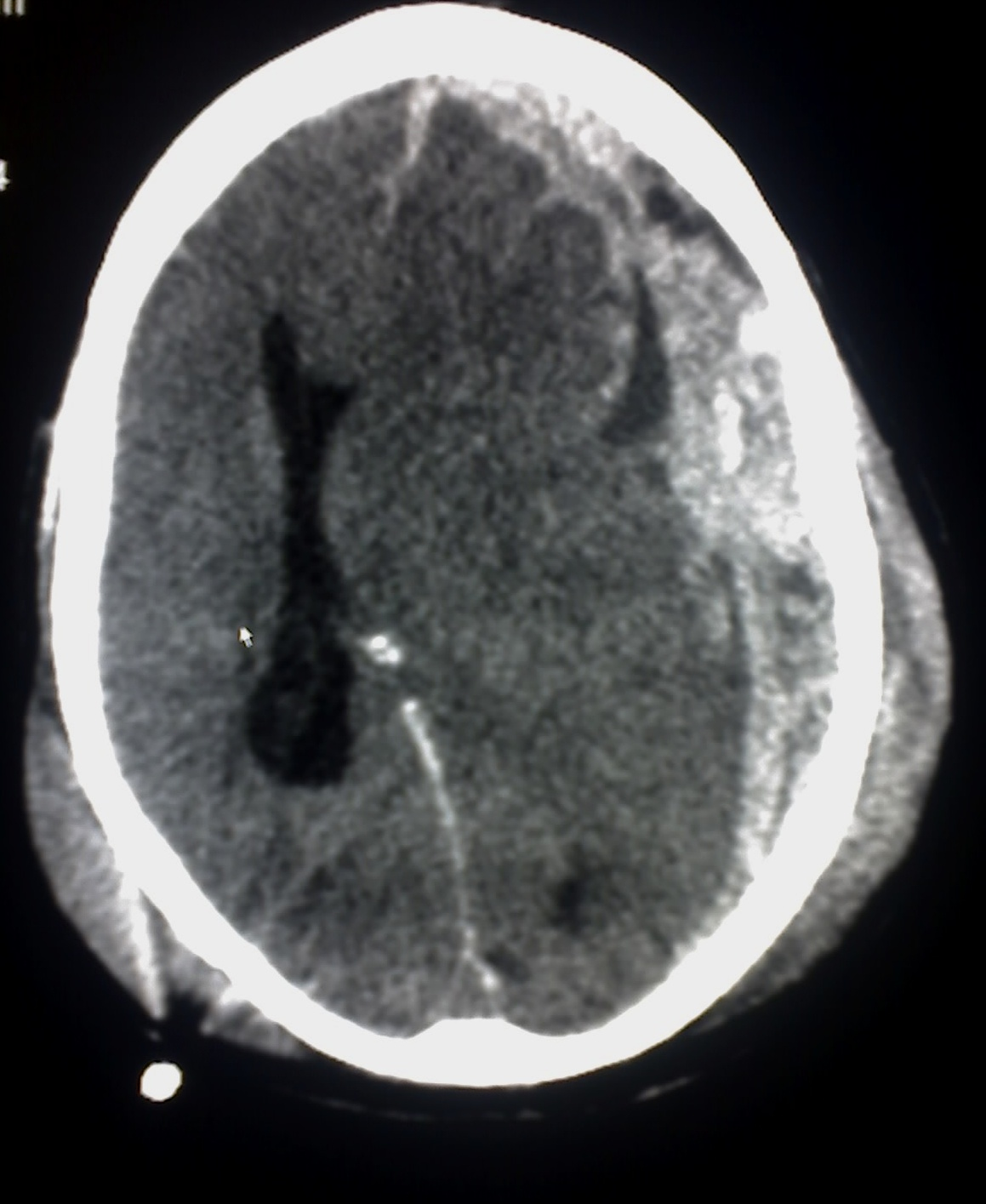
Obraz tomograficzny głowy pokazujący krwiak podtwardówkowy

Krwiak śródczaszkowy, krwiak wewnątrzczaszkowy – krwiak powstały w ograniczonej okolicy wnętrza czaszki. W zależności od lokalizacji wyróżnia się krwiaki: podokostnowe, nadtwardówkowe, podtwardówkowe i podpajęczynówkowe. Jest najcięższym następstwem  urazu głowy. Wynaczynienie krwi może nastąpić w obrębie tkanki mózgowej i wtedy mamy do czynienia z krwiakiem śródmózgowym, którego objawy nie różnią się w zasadzie od stłuczenia mózgu, oprócz bardziej burzliwego przebiegu i większego zagrożenia powikłaniami.